# Villebois-Lavalette
Villebois-Lavalette (okzitanisch Vilabòsc e La Valeta) ist eine westfranzösische Gemeinde mit 718 Einwohnern (Stand: 1. Januar 2022) im Département Charente in der Region Nouvelle-Aquitaine. Sie gehört zum Arrondissement Angoulême und zum Kanton Tude-et-Lavalette.

## Lage
Der Ort liegt etwa 25 Kilometer (Fahrtstrecke) südöstlich von Angoulême in der Grenzregion zum Périgord auf einem Bergrücken oberhalb des Flüsschens Voultron in einer Höhe von etwa 150 Metern ü. d. M.

## Bevölkerungsentwicklung
| Jahr      | 1962 | 1968 | 1975 | 1982 | 1990 | 1999 | 2006 | 2012 |
| Einwohner | 654  | 663  | 772  | 749  | 765  | 730  | 775  | 740  |

In der zweiten Hälfte des 19. Jahrhunderts hatte die Gemeinde stets zwischen 800 und knapp 1000 Einwohner; infolge der Reblauskrise im Weinbau und der Mechanisierung der Landwirtschaft sank die Einwohnerzahl danach kontinuierlich auf die Tiefststände der 1960er Jahre ab.

## Wirtschaft
Die Einwohner der Gemeinde lebten jahrhundertelang von der Landwirtschaft; die Böden der Gemeinde gehören zu den Bons Bois des Weinbaugebietes Cognac, doch sind die Absätze bei teuren Weinbränden in den letzten Jahrzehnten eher rückläufig, so dass der Weinbau keine bedeutende Rolle mehr spielt. Einnahmen aus Kleinhandel und Handwerk sowie aus der Verwaltung und dem Tourismus, insbesondere der Vermietung von Ferienwohnungen (gîtes), spielen dagegen seit den 1960er Jahren eine nicht unwichtige Rolle für die Einnahmen der Gemeindekasse.

## Geschichte
In gallorömischer Zeit existierte hier eine Villa an der Straße, die Périgueux mit Saintes verband. Im Mittelalter war Villebois eine bedeutende Baronie, die von den Familien Fulcher de Villebois (8. Jahrhundert), Hélie (10. Jahrhundert) und Ithier (12. Jahrhundert) nacheinander beherrscht wurde; ihre Spuren finden sich in den Berichten über die Kreuzzüge wieder. Eine Burg wird für die Zeit um 988/1028 in Villebois bezeugt. Der Graf von Angoulême herrschte über die Kirche Saint-Romain in castro Villaboensi. Mittelalterliche Ortsbezeichnungen lauteten Villaboen (1151), Villabohe (1246) oder Villaboe (1266).
Im August 1226 ging Villebois in den Besitz der Lusignan über, die als Grafen von Angoulême die Stadtmauer mit ihren sieben Türmen bauen ließen. Während der Hugenottenkriege (1562–1598) wurde Villebois weitgehend zerstört.
Zu den Herren von Villebois zählt auch das Haus Mareuil. Im Jahre 1590 belagerte Jean Louis de Nogaret de La Valette, Herzog von Épernon, die Burg, acht Jahre später kaufte er sie. Durch Patentbrief vom März 1622 wurde Villebois zum Herzogtum und zur Pairie erhoben, der Name des Ortes wurde damals um Lavalette ergänzt.
Der junge König Ludwig XIII. hielt sich hier Ende 1615 mit seiner Ehefrau auf Einladung des Herzogs von Épernon auf.
Im Dezember 1660 erwarb Philippe II. de Montaut-Bénac, duc de Navailles das Château de Villebois mit seinen Ländereien, sowie dessen Titel und Würden vom duc d’Épernon und führte es von da an unter dem Namen „Duché-pairie de Montaut“
Im Jahr 1662 zog sich der Herzog von Navailles, von Ludwig XIV. vom Hof verbannt, nach Villebois zurück. Er ließ die alte Festung abreißen und ab 1667 ein Schloss bauen, von dem nur noch der Nordflügel erhalten ist. An Stelle der alten Markthalle errichtete er 1665 die aktuelle, während seine Ehefrau im gleichen Jahr den Ursulinenkonvent gründete.

## Sehenswürdigkeiten

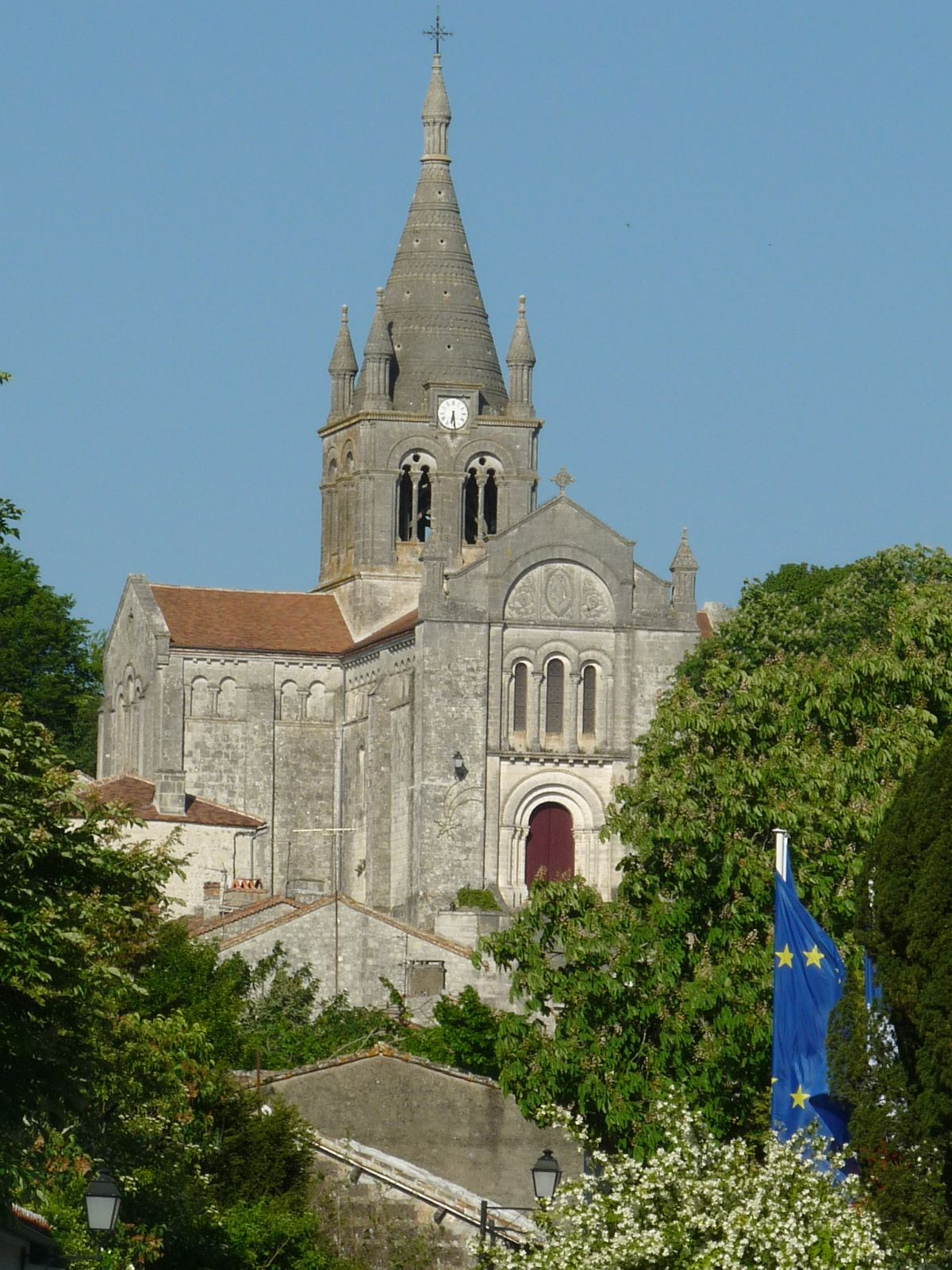
Kirche Saint-Romain

- Die einschiffige spätromanische Pfarrkirche Saint-Romain aus dem 12. Jahrhundert verfügt über ein Querhaus mit Seitenapsiden. Sie wurde Ende des 19. Jahrhunderts vom Architekten Edouard Warin, einem Schüler Paul Abadies, so gründlich überarbeitet, dass insgesamt der Eindruck einer neogotischen Kirche entsteht. Der Bau ist seit dem Jahr 2012 als Monument historique[6] anerkannt.
- Von der Burg (château) des 12. Jahrhunderts hat nur die zweigeschossige mittelalterliche Burgkapelle überlebt. Im 13. Jahrhundert umgab man den Komplex mit einer Wehrmauer inklusive einer Zugbrücke, die ebenfalls noch in Teilen erhalten ist. Der Großteil der Gebäude wurde im ausgehenden Mittelalter modernisiert, aber während der Religionskriege zerstört. Der Wiederaufbau erfolgte im 17. Jahrhundert, doch in der Revolutionszeit erlitt das Schloss schwere Schäden. Im Jahr 1822 fiel ein Großteil des Schlosses einem Brand zum Opfer. Der Baukomplex ist seit dem Jahr 2005 als Monument historique[7] anerkannt.
- Das in ansteigendem Gelände auf Steinsäulen und Holzstützen konstruierte Gebälk der Markthalle stammt in Teilen noch aus dem 17. Jahrhundert. Der Bau entstand an der Stelle eines Vorgängerbaus, von dem noch die Sonnenuhr aus dem Jahr 1627 erhalten ist; er wurde bereits 1948 als Monument historique[8] anerkannt.
- Etwa auf halbem Wege zwischen der Markthalle und der Kirche steht das aus Bruchsteinen erbaute sogenannte Maison du Sénéchal mit einem polygonalen Treppenturm.

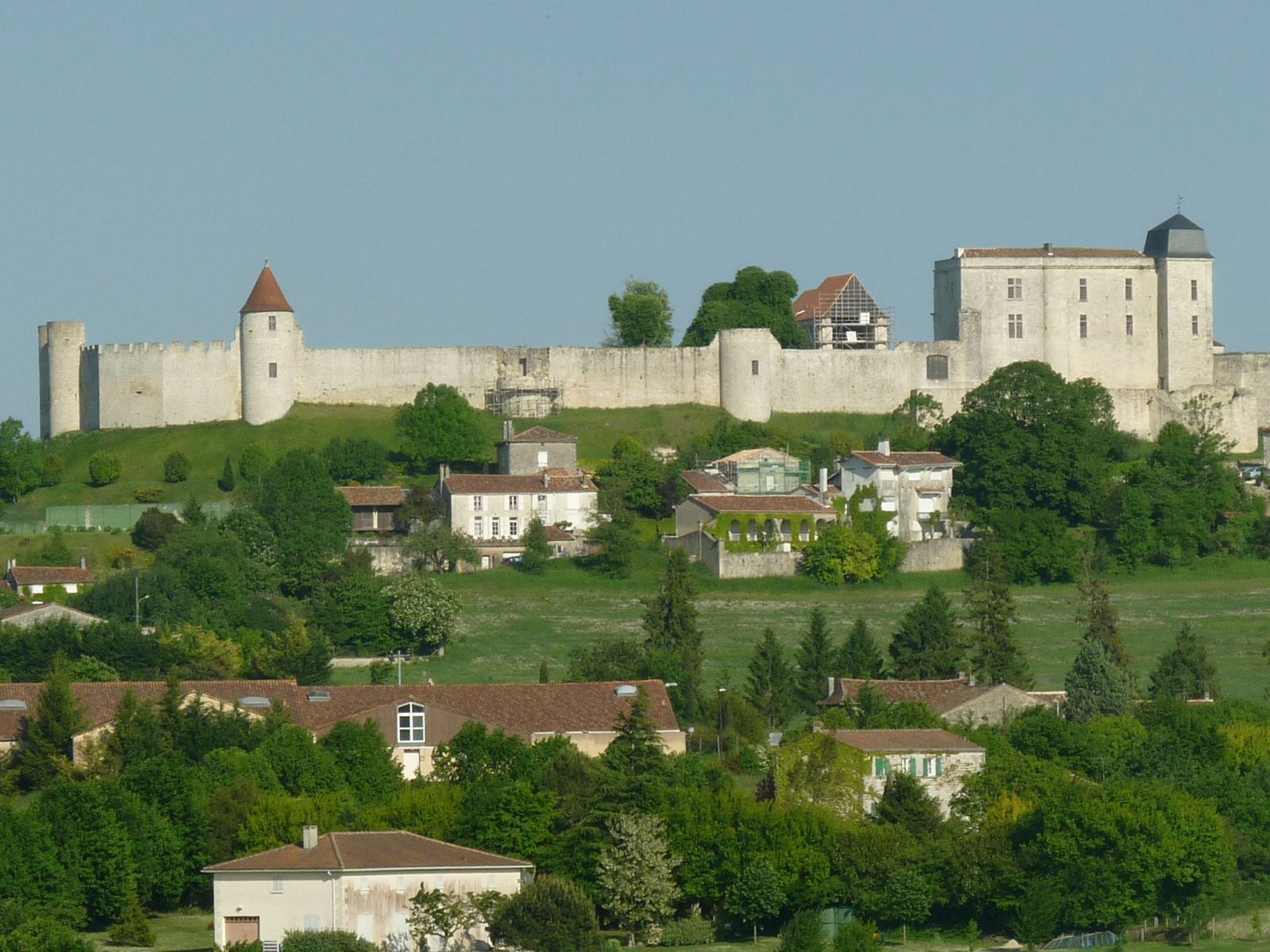
Schloss mit Mauer
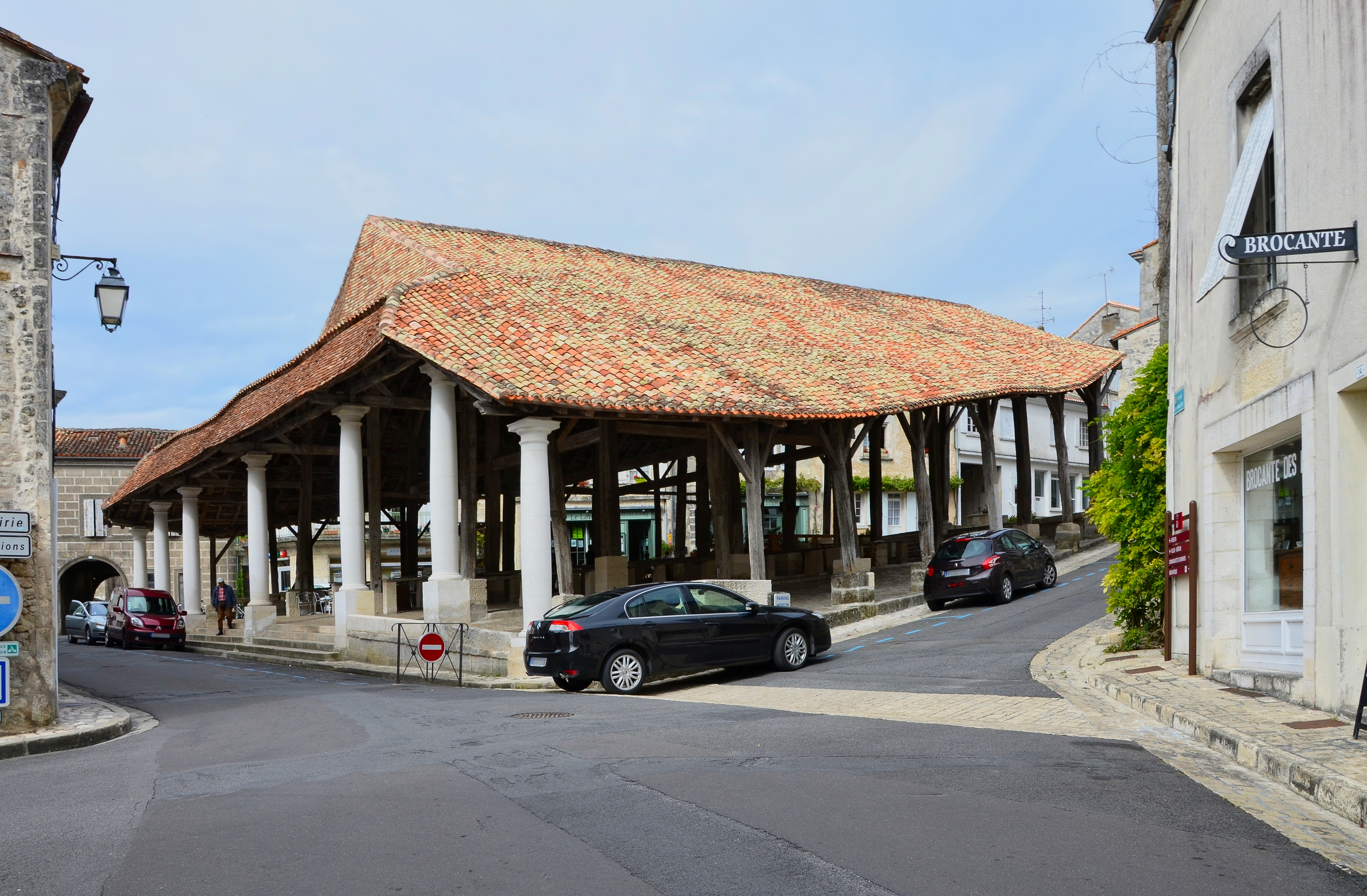
Markthalle
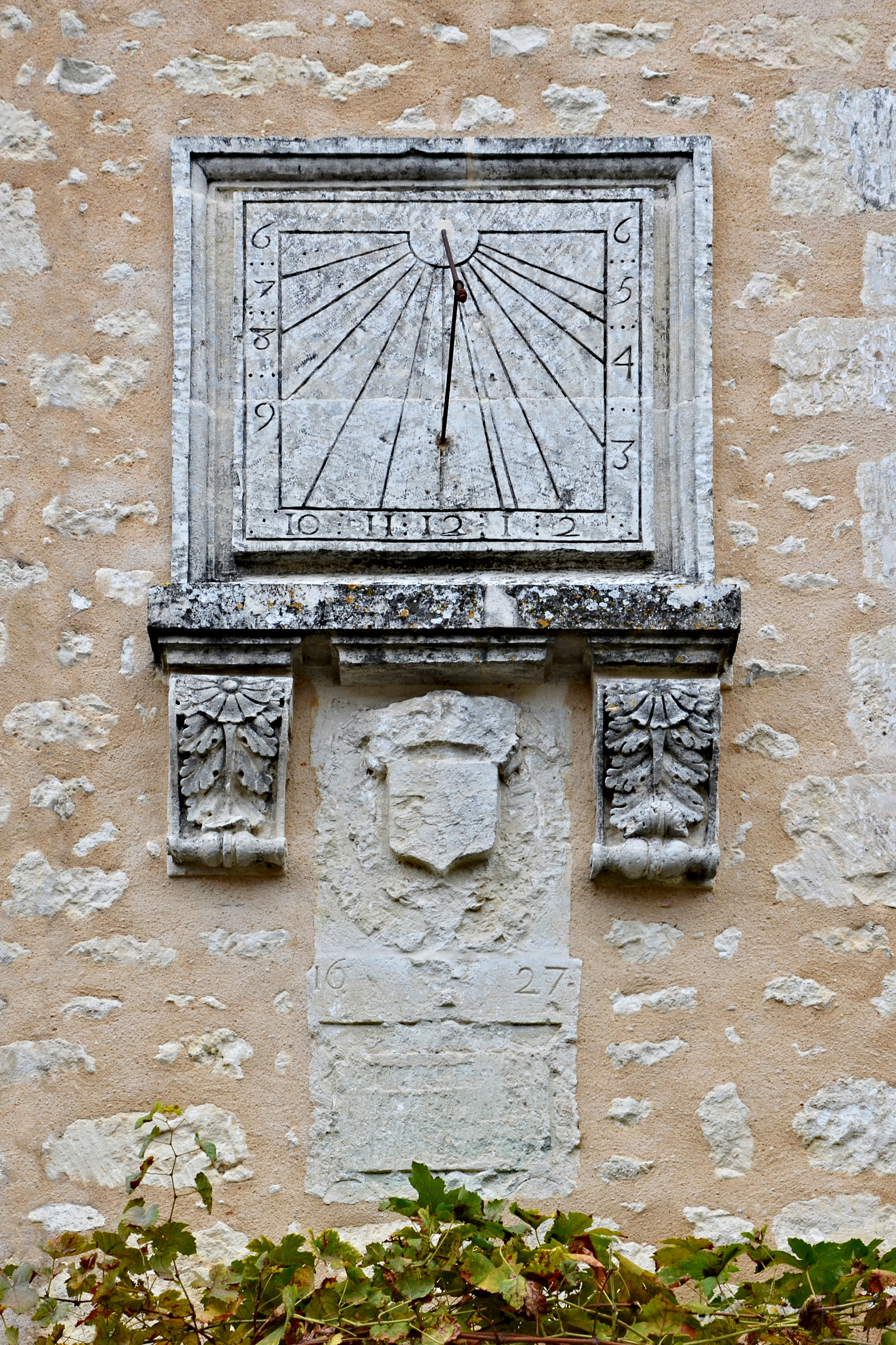
Sonnenuhr (1627)
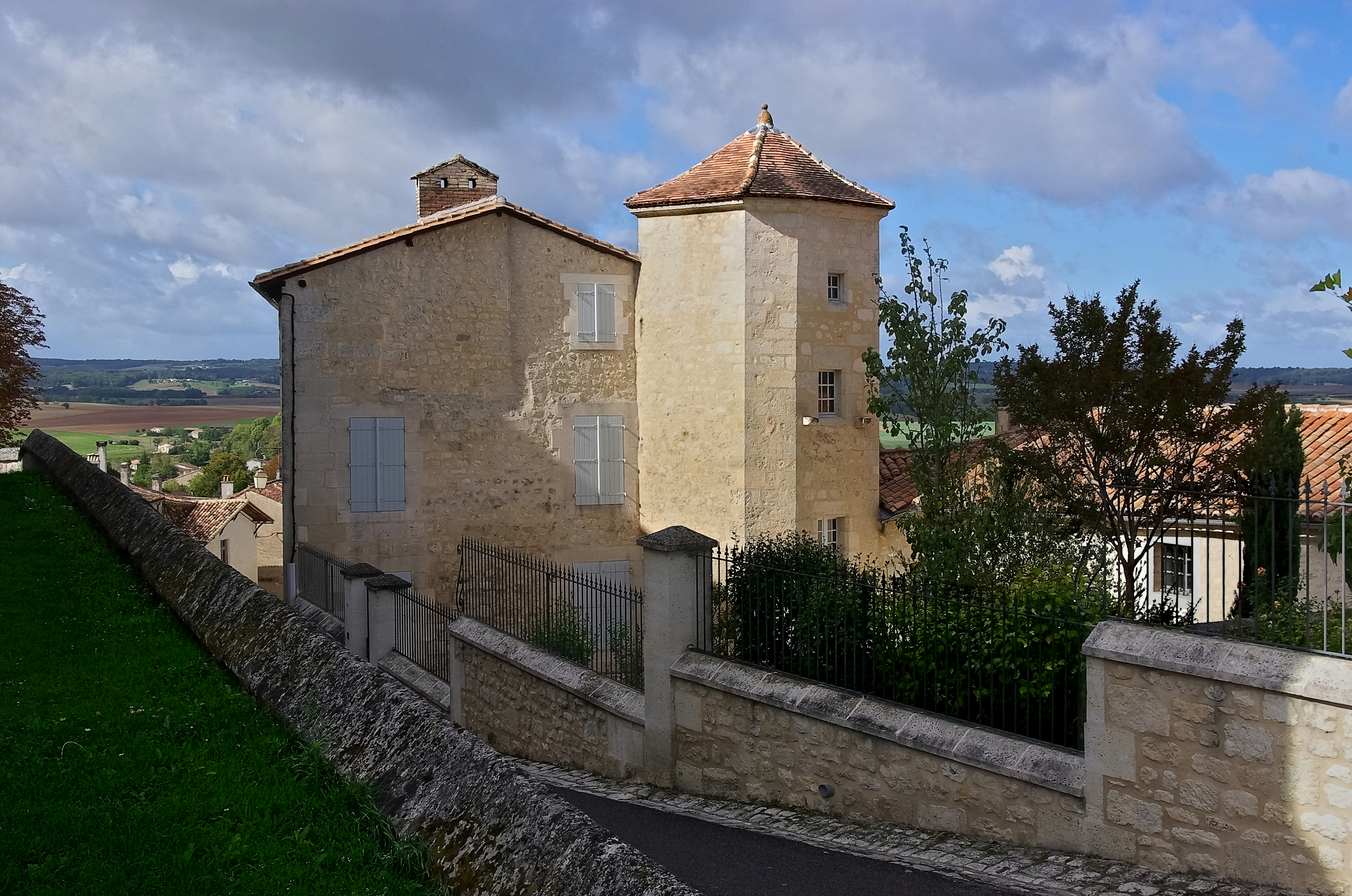
Maison du Sénéchal

## Persönlichkeiten
- Jean Louis de Nogaret de La Valette (1554–1642), Herzog von Épernon
- Philippe II. de Montaut-Bénac (1619–1684), Herzog von Navailles